# Microppia minus
Microppia minus är en kvalsterart som först beskrevs av Paoli 1908.  Microppia minus ingår i släktet Microppia och familjen Oppiidae.

## Underarter
Arten delas in i följande underarter:
- M. m. minus
- M. m. longisetosa